# Сперрівілл (Вірджинія)
Сперрівілл (англ. Sperryville) — переписна місцевість (CDP) в США, в окрузі Раппаганнок штату Вірджинія. Населення — 302 особи (2020).

## Географія
Сперрівілл розташований за координатами 38°39′20″ пн. ш. 78°14′10″ зх. д. / 38.65556° пн. ш. 78.23611° зх. д. (38.655516, -78.236080).  За даними Бюро перепису населення США в 2010 році переписна місцевість мала площу 2,31 км², з яких 2,31 км² — суходіл та 0,00 км² — водойми.

## Демографія
Згідно з переписом 2010 року, у переписній місцевості мешкали 342 особи в 147 домогосподарствах у складі 100 родин. Густота населення становила 148 осіб/км².  Було 179 помешкань (77/км²).
Расовий склад населення:
| - 93,6 % — білих - 5,3 % — чорних або афроамериканців - 0,3 % — корінних американців - 0,3 % — азіатів |

До двох чи більше рас належало 0,6 %. Частка іспаномовних становила 4,1 % від усіх жителів.
За віковим діапазоном населення розподілялося таким чином: 18,7 % — особи молодші 18 років, 60,5 % — особи у віці 18—64 років, 20,8 % — особи у віці 65 років та старші. Медіана віку мешканця становила 44,9 року. На 100 осіб жіночої статі у переписній місцевості припадало 96,6 чоловіків;  на 100 жінок у віці від 18 років та старших — 95,8 чоловіків також старших 18 років.
Медіана доходів становила 56 131 долар для чоловіків та 21 250 доларів для жінок. 
Цивільне працевлаштоване населення становило 121 осіб. Основні галузі зайнятості: науковці, спеціалісти, менеджери — 16,5 %, мистецтво, розваги та відпочинок — 13,2 %, транспорт — 12,4 %.